# Guerra terrestre
La guerra terrestre compren aquelles operacions militars que es produeixen primordialment a la superfície dels continents, diferenciant-se de la guerra naval -als mars i oceans- i la guerra aèria, que es produeix a l'espai aeri. No obstant això en les guerres contemporànies les unitats de combat dels diferents àmbits poden actuar conjuntament, com per exemple el bombardeig de posicions terrestres per part de vaixells de guerra o l'atac a unitats blindades dels helicòpters de combat. Respecte a l'àmbit terrestre en els exèrcits moderns engloben tres tipologies principals d'unitats de combat: la infanteria, les unitats blindades i l'artilleria.

## Forces terrestres
Les forces terrestres inclouen el personal militar, les plataformes d'armament (bàsicament vehicles blindats), els vehicles de transport (per al personal, queviures, combustible, munició, etc.) i els elements de suport, com per exemple el sistema de comunicacions. Tots aquests elements operen conjuntament per tal de complir les tasques i missions assignades.

## Infanteria
La infanteria està formada per soldats que lluiten principalment a peu i amb armes lleugeres, organitzats en unitats militars. Tot i això poden ser transportats al camp de batalla mitjançant vehicles diversos, i és habitual que es moguin pel camp de batalla fent ús de vehicles tot terreny blindats.
Tot seguit s'enumera una llista de l'equipament més habitual en diverses tipologies presents a la infanteria:
Soldat d'assalt (en alguns exèrcits fuseller)Amb aquest terme es designa al soldat que lluita en el camp de batalla, el qual participa directament en el combat. La seua missió és guanyar territori i intentar destruir o neutralitzar a les forces enemigues. El seu equip el formen una arma de foc - normalment un fusell d'assalt; armes de protecció personal i curt abast com ara una pistola o un ganivet; granades de mà; i altres equipaments per a la batalla com ara transmissor de ràdio, equip de senyalització, etc.
MetgeEl paper del metge consisteix a assistir als soldats ferits en el camp de batalla. Sovint duu el símbol de la Creu Roja. Equip: Equipament mèdic general (benes, gases, tisores, fàrmacs, etc.); equip bàsic de cirurgia (bisturí, punts de sutura, etc.); i equip de reanimació (del que pot formar part, per exemple, un desfibrilador). Algunes vegades duu una arma de protecció personal.
FranctiradorEl paper del franctirador és el de realitzar reconeixements en el camp de batalla, i realitzar tirs de precisió a llarga distància (habitualment sobre objectius importants - oficials enemics, per exemple). Per tal de realitzat la seva missió cal que estiguin camuflats i la seva posició no sigui descoberta per l'enemic. El seu equip el formen una arma de foc de llarga distància, habitualment un fusell de precisió, ja sigui un fusell semiautomàtic o de forrellat, equipat amb mira telescòpica; equip de reconeixement - Telescopi, il·luminador làser per tal de marcar objectius per dur a terme atacs aeris, etc.; una arma de protecció personal - normalment una pistola, per al combat a curta distància.
EnginyerEl paper de l'enginyer és doble, per una banda fer tasques logístiques de reparació i construcció (per exemple ponts ràpidament per tal d'assegurar l'avançada de les tropes) i per l'altre efectuar demolicions i assalts amb explosius. El seu equip el formen eines i equipament requerit per a usar o mantenir l'equip d'ús militar (del que formen part estructures tals com ponts, maquinària, proteccions fixes, etc.); una arma de foc - normalment una arma de curt abast com una carrabina o una pistola.
Especialista antitancsEl paper de l'especialista antitancs és el de destruir als tancs i vehicles blindats enemics. Les seues armes (com les granades propulsades per coet -RPGs- o els coets) també s'usen contra la infanteria i les estructures defensives o de protecció. El seu equip el formen algun tipus d'arma antitancs —normalment alguna forma de granada propulsada per coet (RPG en anglès), míssil antitancs, i un nombre variable de mines o granades, una arma de protecció personal— normalment una arma automàtica lleugera.
pilot/conductor/capitàEl paper d'aquest soldat (amb rang d'oficial) és el de dirigir i coordinar el control dels vehicles que s'usen en la batalla (com tancs i avions), i fer-los actuar segons les necessitats del combat. El seu equip el formen qualsevol equipament necessari per a controlar el seu vehicle o realitzar reparacions d'emergència en ell - claus per als vehicles, caixa amb eines d'ús general, etc.; una arma d'emergència per al cas que arribara a trobar-se fora del vehicle o que poguera necessitar-la - una pistola semiautomàtica, un ganivet o en alguns casos, una arma més gran, un fusell.
MetralladorEl paper del metrallador és el de fer foc de cobertura, i algunes vegades el de subministrar munició als altres metralladors o servidors d'armes automàtiques. El seu equip el formen un fusell automàtic pesant - una metralladora de calibre pesat, habitualment fins a un màxim de 50", amb gran quantitat de munició; una arma de protecció personal de curt abast, una pistola o un ganivet.
Operacions especialsEl paper del soldat d'operacions especials és el de realitzar qualsevol tasca, que siga inusual o especialitzada, relativa a la guerra. Això pot incloure missions com ara: escorta de persones de rellevància en l'organització militar VIPs, sabotatge d'estructures i equipament enemic, infiltració en una base militar enemiga, etc. El seu equip el formen qualsevol equipament específic per a una missió, com explosius, documents o instruments per a distreure l'atenció de l'enemic (bengales, granades de fum); armes diverses - sovint utilitzen una gran varietat d'armes de foc i explosius diversos, però també poden incloure armes per neutralitzar l'enemic silenciosament com punyals i compostos sedants.

## Forces Cuirassades
El vehicle blindat de combat (identificat a la bibliografia especialitzada com AFV, per les sigles de la seua denominació anglesa) és un vehicle militar equipat amb protecció contra atacs hostils de petit i mitjà calibre, i està equipat sovint amb armes. Molts Vehicles de Combat estan preparats per a transitar per terrenys escarpats. Aquests vehicles formen la principal força d'operació de qualsevol exèrcit i són claus per al moviment ràpid i segur. Encara que no sempre són d'utilitat, ja que en terrenys amb difícil accés són un entrebanc més que un avantatge, açò es demostrà en llocs com Guadalcanal o Vietnam on va ser la infanteria o els vehicles especialitzats els quals van prendre la prioritat d'avançar i moure a les tropes.
Exemples de vehicles cuirassats (un tipus comú de vehicle de combat o AFV) són: El tanc i el transport blindat de personal (a la bibliografia especialitzada identificat com APC, per les seues sigles en anglès).

## Artilleria
Històricament, el terme artilleria (del francès artillerie) ha englobat qualsevol tipus d'artefacte utilitzat per a la descàrrega de projectils en combat. El terme també abasta les tropes basades en terra amb la funció principal de manejar tals armes. Algunes vegades s'ha fet referència a l'artilleria com «la reina de la batalla», donat el seu gran poder destructiu. El vocable artilleria deriva del verb francès antic attilier, que significa equipar. Com especialitat dins de l'artilleria cal destacar l'artilleria de costa o costanera, que típicament va defensar les àrees litorals d'especial rellevància contra els atacs procedents del mar. També s'emprava per a controlar el pas dels vaixells per Estrets i altres passos marítims d'importància estratègica, usant la seua capacitat destructiva per a dissuadir a les unitats navals de creuar els seus camps de tir, tendits sobre els punts d'encreuament. Dins de l'àmbit de l'Artilleria destaca l'artilleria de campaña o de camp, basada en terra. Amb l'arribada del poder aeri (avions de combat d'alt poder destructiu, sobretot els bombarders tàctics i estratègics) al començament del segle xx (Primera Guerra Mundial 1914-1918), l'artilleria també va desenvolupar armes antiaèries basades en terra (artilleria antiaèria).

## Armes combinades
Armes combinades és una aproximació a la guerra que cerca integrar les diferents armes d'un exèrcit per a aconseguir efectes mútuament complementaris, tals com, l'artilleria autopropulsada, infanteria mecanitzada, etc.